# European Film Awards 2010
La cerimonia di premiazione della 23ª edizione degli European Film Awards si è svolta il 4 dicembre 2010 presso la Nokia Concert Hall di Tallinn, Estonia, sede scelta in quanto Capitale europea della cultura 2011, ed è stata presentata dalla tedesca Anke Engelke e dall'estone Märt Avandi.
Le candidature sono state rese note il 6 novembre 2010 nel corso del Festival del cinema europeo di Siviglia.
Il trionfatore assoluto di questa edizione è stato L'uomo nell'ombra (The Ghost Writer) di Roman Polański, vincitore di sei premi su sette candidature, compresi quelli per miglior film e miglior regista.

## Vincitori e candidati
I vincitori sono indicati in grassetto, a seguire gli altri candidati.
Miglior film
- L'uomo nell'ombra (The Ghost Writer), regia di Roman Polański (Francia/Germania/Regno Unito)
- Bal, regia di Semih Kaplanoğlu (Turchia/Germania)
- Uomini di Dio (Des hommes et des dieux), regia di Xavier Beauvois (Francia)
- Lebanon, regia di Samuel Maoz (Israele/Germania/Francia)
- Il segreto dei suoi occhi (El secreto de sus ojos), regia di Juan José Campanella (Spagna/Argentina)
- Soul Kitchen, regia di Fatih Akın (Germania)

Miglior regista
- Roman Polański - L'uomo nell'ombra (The Ghost Writer)
- Olivier Assayas - Carlos
- Semih Kaplanoğlu - Bal
- Samuel Maoz - Lebanon
- Paolo Virzì - La prima cosa bella

Miglior attrice
- Sylvie Testud - Lourdes
- Zrinka Cvitešić - Il sentiero (Na putu)
- Sibel Kekilli - Die Fremde
- Lesley Manville - Another Year
- Lotte Verbeek - Nothing Personal

Miglior attore
- Ewan McGregor - L'uomo nell'ombra (The Ghost Writer)
- Jakob Cedergren - Submarino
- Elio Germano - La nostra vita
- George Pistereanu - Se voglio fischiare, fischio (Eu cand vreau sa fluier, fluier)
- Luis Tosar - Cella 211 (Celda 211)

Miglior sceneggiatura
- Robert Harris e Roman Polański - L'uomo nell'ombra (The Ghost Writer)
- Jorge Guerricaechevarría e Daniel Monzón - Cella 211 (Celda 211)
- Samuel Maoz - Lebanon
- Radu Mihăileanu - Il concerto (Le Concert)

Miglior fotografia
- Giora Bejach - Lebanon
- Caroline Champetier - Uomini di Dio (Des hommes et des dieux)
- Pavel Kostomarov - Kak ja provël ėtim letom
- Barış Özbiçer - Bal

Miglior montaggio
- Luc Barnier e Marion Monnier - Carlos
- Arik Lahav-Leibovich - Lebanon
- Hervé de Luze - L'uomo nell'ombra (The Ghost Writer)

Miglior scenografia
- Albrecht Konrad - L'uomo nell'ombra (The Ghost Writer)
- Paola Bizzarri e Luis Ramírez - Io, Don Giovanni
- Markku Pätilä e Jaagup Roomet - Püha Tõnu kiusamine

Miglior colonna sonora
- Alexandre Desplat - L'uomo nell'ombra (The Ghost Writer)
- Ales Brezina - Kawasakiho růže
- Pasquale Catalano - Mine vaganti
- Gary Yershon - Another Year

Miglior rivelazione
- Lebanon, regia di Samuel Maoz (Israele/Germania/Francia)
- La doppia ora, regia di Giuseppe Capotondi (Italia)
- Se voglio fischiare, fischio (Eu cand vreau sa fluier, fluier), regia di Florin Şerban (Romania)
- Die Fremde, regia di Feo Aladag (Germania)
- Nothing Personal, regia di Urszula Antoniak (Paesi Bassi/Irlanda)

Miglior documentario
- Nostalgia de la luz, regia di Patricio Guzmán (Francia/Germania/Cile)
- Armadillo, regia di Janus Metz (Danimarca/Svezia)
- Miesten vuoro, regia di Joonas Berghäll e Mika Hotakainen (Finlandia/Svezia)

Miglior film d'animazione
- L'illusionista (L'Illusioniste), regia di Sylvain Chomet ( Regno Unito/ Francia)
- Planet 51, regia di Jorge Blanco, Javier Abad e Marcos Martínez ( Spagna/ Regno Unito)
- Le avventure di Sammy (Sammy's avonturen: De geheime doorgang), regia di Ben Stassen ( Belgio)

Miglior cortometraggio
- Hanoi - Warszawa, regia di Katarzyna Klimkiewicz (Polonia)
- Amor, regia di Thomas Wangsmo (Norvegia)
- Ampelmann, regia di Giulio Ricciarelli (Germania)
- Les ecargots de Joseph, regia di Sophie Roze (Francia)
- Blif bij me, weg, regia di Paloma Aguilera Valdebenito (Paesi Bassi)
- Ønskebørn, regia di Birgitte Stærmose (Danimarca)
- Venus vs Me, regia di Nathalie Teirlinck (Belgio)
- Lumikko, regia di Miia Tervo (Finlandia)
- Tussilago, regia di Jonas Odell (Svezia)
- María's Way, regia di Anne Milne (Regno Unito/Spagna)
- Talleres clandestinos, regia di Catalina Molina (Austria/Argentina)
- Rendez-vous à Stella-Plage, regia di Shalimar Preuss (Francia)
- Diarchia, regia di Ferdinando Cito Filomarino (Italia/Francia)
- The External World, regia di David O'Reilly (Germania)
- Itt vagyok, regia di Bálint Szimler (Ungheria)

Premio del pubblico
- Mr. Nobody, regia di Jaco van Dormael (Belgio)
- Agora, regia di Alejandro Amenábar (Spagna)
- Baarìa, regia di Giuseppe Tornatore (Italia)
- An Education, regia di Lone Scherfig (Regno Unito)
- La ragazza che giocava con il fuoco (Flickan som lekte med elden), regia di Daniel Alfredson (Svezia/Danimarca/Germania)
- L'uomo nell'ombra (The Ghost Writer), regia di Roman Polański (Francia/Germania/Regno Unito)
- Kick-Ass, regia di Matthew Vaughn (Regno Unito)
- Mine vaganti, regia di Ferzan Özpetek (Italia)
- Il piccolo Nicolas e i suoi genitori (Le petit Nicolas), regia di Laurent Tirard (Francia)
- Soul Kitchen, regia di Fatih Akın (Germania)

Premio alla carriera
- Bruno Ganz

Miglior contributo europeo al cinema mondiale
- Gabriel Yared /

 Miglior co-produttore europeo 
- Zeynep Özbatur Atakan